# So Joo-yeon
So Joo-yeon (소주연?, So Ju-yeonLR, So ChuyŏnMR; 31 dicembre 1993) è un'attrice sudcoreana.

## Biografia
Nata il 31 dicembre 1993, ha esordito come attrice nel 2018 apparendo nel film Sokdaksokdak di Choi Sang-hoon e nella webserie Hachanh-ado gwaenchanh-a. Ha poi ricoperto ruoli da protagonista nelle fiction Nae sarang chi-yugi e Hoesa gagi silh-eo. Si è fatta notare nel 2020 grazie al ruolo di Yoon Ah-reum nella seconda stagione di Nangman doctor Kim Sa-bu, per cui ha vinto Miglior attrice esordiente agli SBS Drama Award. La sua interpretazione nella terza stagione della serie le è invece valsa il riconoscimento di Miglior attrice non protagonista ai Korea Drama Award 2023.

## Filmografia

### Cinema
- Sokdaksokdak (속닥속닥?), regia di Choi Sang-hoon (2018)
- Taebaekgwon (태백권?), regia di Choi Sang-hoon (2020)
- Janchinnal (잔칫날?), regia di Kim Rok-kyung (2020)

### Televisione
- Hachanh-ado gwaenchanh-a (하찮아도 괜찮아?) – webserie (2018)
- Nae sarang chi-yugi (내사랑 치유기?) – serie TV (2018-2019)
- Hoesa gagi silh-eo (회사 가기 싫어?) – serie TV (2019)
- Ojineun nyeoseokdeul (오지는 녀석들?) – webserie (2019)
- Nangman doctor Kim Sa-bu (낭만닥터 김사부?) – serie TV (2020-2023)
- Sanhujori-won (산후조리원?) – serie TV, episodio 6 (2020)
- Lovestruck in the City (도시남녀의 사랑법?) – serie TV (2020-2021)
- A Love So Beautiful (아름다웠던 우리에게?) – webserie (2020)
- Cheongchun blossom (청춘 블라썸?) – webserie (2022)
- Jor-eop (졸업?) – serie TV (2024)
- Urideur-ui chocolate sun-gan (우리들의 초콜릿 순간?) – serie TV (2025)